# Brun spökuggla
Brun spökuggla (Ninox scutulata) är en asiatisk fågel i familjen ugglor med vid utbredning från Indien till Indonesien.

## Utseende och läten
Brun spökuggla är en rätt liten till medelstor (27–33 cm) spökuggla, beroende på underart. I formen är den rätt höklik på grund av relativt lång stjärt och avsaknad av en tydlig ansiktsskiva som annars är en karakteristisk egenskap i familjen. Ansiktet är mörkt, ovansidan mörkbrun med bandad stjärt. På undersidan syns rödbrun, längsgående streckning. Lätet beskrivs i engelsk litteratur som ett upprepat, tvåstavigt och mjukt "whoo-wup, whoo-wup, whoo-wup".

## Utbredning och systematik
Brun spökuggla delas in i åtta underarter med följande utbredning:
- Ninox scutulata lugubris – förekommer från norra Indien till västra Assam och centrala indiska halvön
- Ninox scutulata hirsuta – förekommer i södra Indien och på Sri Lanka
- Ninox scutulata burmanica – förekommer från östra Assam till södra Yunnan, norra Malackahalvön, Thailand och Indokina
- Ninox scutulata palawanensis – förekommer på Palawan (sydvästra Filippinerna)
- Ninox scutulata scutulata – förekommer på södra Malackahalvön, Riauarkipelagen, Sumatra och Bangka
- Ninox scutulata javanensis – förekommer på västra Java
- Ninox scutulata borneensis – förekommer på Borneo och norra Natunaöarna

Tidigare ansågs chokladspökuggla (Ninox randi) i Filippinerna, nordlig spökuggla (Ninox japonica) i östra Asien och dunkelspökuggla (Ninox obscura) i Andamanöarna tillhöra brun spökuggla, men dessa har nu upplyfts till egna arter.

## Status och hot
Fågeln påverkas av skogsavverkning, framför allt i Stora Sundaöarna. Den minskar i antal, dock inte så kraftigt att den kan betraktas som hotad. Internationella naturvårdsunionen IUCN kategoriserar därför arten som livskraftig. Världspopulationen har inte uppskattats men den beskrivs som vanlig till ovanlig.